# Miroslav (nádraží)
Miroslav je železniční stanice asi 4 kilometry východně od města Miroslav, v katastru obce Suchohrdly u Miroslavi v okrese Znojmo v Jihomoravském kraji, nedaleko říčky Miroslavky. Leží na neelektrizované jednokolejné trati Brno – Hrušovany nad Jevišovkou-Šanov.

## Historie
Stanice byla otevřena 15. září 1870 na trati Rakouské společnosti státní dráhy (StEG) z Brna přes Střelice, Hrušovany nad Jevišovkou, Hevlín a Laa an der Thaya do Vídně. Budova miroslavského nádraží vznikla dle typizovaného stavebního vzoru.
Po zestátnění StEG v roce 1908 pak obsluhovala stanici jedna společnost, Císařsko-královské státní dráhy (kkStB), po roce 1918 pak správu přebraly Československé státní dráhy.

## Popis
Nachází se zde dvě nekrytá jednostranná nástupiště, k příchodu na nástupiště č. 2 slouží přechody přes koleje. Ze stanice odbočuje jedna vlečka.

### Výpravní budova
Architektem typizované výpravní budovy II. třídy byl Carl Schumann. Typově stejná výpravní budova je i ve Střelicích, Moravských Bránicích a Hrušovanech nad Jevišovkou-Šanově, obdobné budovy s kratšími křídly také v Moravském Krumlově a Břežanech. Dvoupodlažní budova je postavena na půdorysu obdélníku a zakončena sedlovou střechou s malým přesahem (francouzský vliv). Po stranách tříosého středového rizalitu, který byl orientován do ulice i k dráze, byla pětiosá křídla. Rizalit byl ukončen vysokým štítem s kruhovým oknem a lemovaný zubořezem. Fasáda byla hladce omítaná s rohovými neomítanými lizénami dělená členěnou kordonovou a hlavní římsou. Obdélná okna byla v cihelných neomítaných šambránách se segmentovým záklenkem. V bočních štítových fasádách nejsou okna (mimo kruhového okna ve štítu) z důvodu možnosti rozšíření objektu o další osovou část křídla. V přízemí rizalitu byl vestibul s okénkem pokladny. V křídlech byly umístěny čekárny na jedné straně a kanceláře a byty na druhé straně. V patře byl byt přednosty, nocležna a další byty.